# Samuel Smith (New Hampshirepolitiker)
Samuel Smith, född 11 november 1765 i Peterborough i Provinsen New Hampshire, död 25 april 1842 i Peterborough i New Hampshire, var en amerikansk politiker (federalist). Han var ledamot av USA:s representanthus 1813–1815. Han var bror till Jeremiah Smith som var ledamot av USA:s representanthus 1791–1797 och New Hampshires guvernör 1809–1810.